# Le Bastit
Le Bastit é uma comuna francesa na região administrativa de Occitânia, no departamento de Lot. Estende-se por uma área de 28,25 km². Em 2010 a comuna tinha 144 habitantes (densidade: 5,1 hab./km²).